# Unconditionally
Unconditionally is een nummer van de Amerikaanse popzangeres Katy Perry. Het nummer is geschreven door Perry, Gottwald, Martin en Walter, en geproduceerd door Dr. Luke, Martin en Cirkut. Het nummer kwam uit op 16 oktober 2013 en is de tweede officiële single van haar studioalbum Prism, dat op 18 oktober 2013 uitkwam. Unconditionally werd positief ontvangen door muziekcritici.
De videoclip kwam uit op 19 november 2013, waarin Perry zingend in de sneeuw te zien is.

## Tracklist
| Nr. | Titel                           | Duur  |
| --- | ------------------------------- | ----- |
| 1.  | Unconditionally                 | 03:48 |
| 2.  | Unconditionally (instrumentaal) | 03:48 |

## Hitnoteringen
Het nummer stond 19 weken in de Billboard Hot 100 met als hoogste notering plaats 14.
| Hitlijst               | Datum van binnenkomst | Hoogste positie | Aantal weken | Laatste notering |
| ---------------------- | --------------------- | --------------- | ------------ | ---------------- |
| Single Top 100         | 02-11-2013            | 53              | 11           | 11-01-2014       |
| Nederlandse Top 40     | 02-11-2013            | 32              | 5            | 30-11-2014       |
| Vlaamse Ultratop 50    | 17-12-2013            | 49              | 2            | 04-01-2014       |
| Waalse Ultratop 50     | 21-12-2013            | 26              | 6            | 08-02-2014       |
| Australische Top 50    | 10-11-2013            | 11              | 17           | 09-03-2014       |
| Franse Top 200         | 02-11-2013            | 38              | 17           | 01-03-2014       |
| Nieuw-Zeelandse Top 40 | 04-11-2013            | 26              | 10           | 06-01-2014       |
| Oostenrijkse Top 75    | 22-11-2013            | 16              | 12           | 07-03-2014       |
| Spaanse Top 50         | 22-12-2013            | 40              | 4            | 19-01-2014       |
| UK Singles Chart       | 02-11-2013            | 25              | 22           | 01-02-2014       |
| Zweedse Top 60         | 03-01-2014            | 48              | 3            | 17-01-2014       |
| Zwitserse Top 75       | 08-12-2013            | 27              | 13           | 02-03-2014       |

### Nederlandse Top 40
| Positie: | 36 | 38 | 32 | 32 | 34 |

### NederlandseSingle Top 100
| Positie: | 95 | 87 | 53 | 53 | 58 | 53 | 58 | 87 | 78 | 67 | 81 |